# Группа братских могил жертв нацизма (урочище Рашевщина)
Группа братских могил жертв нацизма или Памятный знак жертвам фашизма — памятник истории местного значения в Чернигове.

## История
Решением исполкома Черниговского областного совета народных депутатов трудящихся от 31.05.1971 № 286 памятному знаку присвоен статус памятник истории местного значения с охранным № 32 под названием Памятный знак на месте казни фашистами подпольщиков и мирных жителей в период оккупации. Памятный знак имеет собственную «охранную зону» (между Казацкой улице и домами №№ 7, 9 и 7А), согласно правилам застройки и использования территории. 
Приказом Департамента культуры и туризма, национальностей и религий Черниговской областной государственной администрации от 07.06.2019 № 223 для памятника истории используется новое название — Группа братских могил жертв нацизма.

## Описание
Памятный знак расположен в урочище Рашевщина — Казацкая улица, между домами №№ 7, 9 и 7А.
Во время Великой Отечественной войны: в 1941-1943 годы в оврагах урочища Рашевщина немецко-фашистскими оккупантами расстреляно и замучено около 7500 мирных жителей, партизан, подпольщиков и больных городской психиатрической больницы. В 1943 году комиссией по расследованию преступлений немецко-фашистских захватчиков тут было выявлено 24 могилы и заполненную трупами водопроводную шахту. В 1966 году остатки жертв фашизма были перезахоронены на кладбище в урочище Яловщина, где в 1969 году установлен памятный знак — памятник истории. 
В 1961 году на месте расстрела сооружен обелиск, к которому прикреплены мраморная и металлическая плиты с подписями: «Спинися, перехожий! Вклонися  світлій пам’яті своїх співвітчизників! На цьому місці в 1941—43 рр. німецько-фашистськими загарбниками було закатовано 7500 радянських громадян» («Остановись, прохожий! Уклонись светлой памяти своих соотечественников! На этом месте в 1941-43 гг. немецко-фашистскими захватчиками было замучено 7500 советских граждан»); «Останки  загиблих перезаховані в 1966 р. в братську могилу на кладовищі в урочищі Ялівщина» («Останки погибших перезахоронены в 1966 г. в братской могиле на кладбище в урочище Яловщина»). Архитектор обелиска — К.  К.  Сергиевский.